# Lijst van Eerste Kamerleden voor 50PLUS
Een overzicht van alle Eerste Kamerleden voor 50PLUS.

## Kamerleden
| Eerste Kamerlid        | Begindatum    | Einddatum     |
| ---------------------- | ------------- | ------------- |
| Martine Baay-Timmerman | 28 maart 2017 | 12 juni 2023  |
| Jan Nagel              | 7 juni 2011   | 10 juni 2019  |
| Martin van Rooijen     | 9 juni 2015   | 21 maart 2017 |
| Martin van Rooijen     | 11 juni 2019  |               |

## Fractievoorzitterschap
Nagel was fractievoorzitter tot en met 10 juni 2019. Sindsdien is Van Rooijen fractievoorzitter.